# Puffinus baroli
Puffinus baroli là một loài chim trong họ Procellariidae.